# João Marques dos Reis
João Marques dos Reis (Salvador, 23 de junho de 1890 — 15 de abril de 1950), foi um advogado, professor universitário e político brasileiro.
Era filho do médico e professor de latim José Marques dos Reis e de Josefina Cândida Paraguaçu dos Reis, tendo se casado com Adelaide Arminda Fernandes Reis.
Sua formação de ensino básico e fundamental se deu nos colégios "Brasil", "3 de Maio" e "Carneiro", situados em sua cidade natal. Iniciou seus estudos superiores na Faculdade de Direito da Bahia  — antes independente, mas que hoje integra a UFBA (Universidade Federal da Bahia) —, e foi o orador da turma de 1909. Começou a lecionar na faculdade em que adquiriu seu diploma em 1917, assumindo o cargo de professor substituto de direito civil, e, no mês seguinte, aprovado em concurso, tornou-se efetivo.
João Marques dos Reis deu início à sua trajetória política em agosto de 1924, durante o governo de Francisco Marques de Góis Calmon (1924-1928), quando assumiu os cargos de Chefe de Polícia e Secretário de Segurança Pública da Bahia, os quais ocupou até o ano seguinte, em representação ao Estado brasileiro na "Conferência Internacional de Polícia", realizada em Nova Iorque (EUA) em maio de 1925. 
No ano de 1932, Reis conquistou o título de juiz substituto do Tribunal Regional Eleitoral da Bahia. Até então, o estado da Bahia era governado pelo interventor Juraci Magalhães, que enfrentava forte oposição de políticos baianos por se apresentar como um militar cearense. A fim de atingir legitimidade e obter campo de atuação política, Magalhães construiu parcerias com "coronéis" do interior, sobretudo os do Vale do São Francisco, e com intelectuais conceituados. Foi assim, então, que teve origem o Partido Social Democrático (PSD) da Bahia. Junto a Juraci estava João Marques dos Reis, sendo um dos fundadores do partido. Elegeu-se pela sigla em março de 1933, atuando dentro da Assembléia Nacional Constituinte, formada em 15 de novembro daquele ano.
Dentre as funções que assumiu na Assembleia, era membro do departamento da 'Comissão Constitucional', conhecida também como “Comissão dos 26”. Foi criada com o objetivo de apresentar ao plenário, em até três meses, um projeto que substituísse o anteprojeto de texto para a Constituição que vigorava até então, elaborada em 1891 (Constituição Brasileira de 1891). Nela, o texto constitucional era escrito por encarregados da Comissão do Itamarati, e servia de base à discussão na Assembleia Constituinte, onde deputados propunham emendas complementares. João Marques dos Reis propôs, devido a crise instaurada em janeiro de 1934 (ano em que surgiu uma nova Constituição brasileira), uma redução nos membros da Comissão Constitucional. Ela passaria a ser formada por cinco ou seis membros fixos, e a outros caberia a função de estudar e elaborar capítulos para o novo projeto, isto é, a Constituição de 1934.
A proposta foi aprovada e culminou na formação de uma nova Comissão, a "Comissão Revisora". Integravam o grupo o político Carlos Maximiliano Pereira dos Santos (1873-1960), que assumiu o cargo da presidência; Levi Carneiro (1882 - 1971), como vice-presidente; Raul Fernandes (1877 - 1968), exercendo a função de relator geral; e outros membros, responsáveis pela redação dos capítulos do texto substitutivo. A Marques dos Reis coube a função de relator do capítulo sobre 'direitos e deveres', além de contribuições à conclusão dos capítulos sobre 'nacionalidade, 'cidadania', 'inelegibilidade', e 'declaração de direitos', escritos todos pela Comissão Revisora; e ao capítulo sobre a 'organização do Judiciário', redigido pelo vice-presidente.
Feitas as emendas constitucionais, as votações ocorreram em junho de 1934. O governo da época, comandando pelo então chefe do Governo Provisório desde a Revolução de 1930, Getúlio Vargas, sugeriu a prorrogação dos mandatos dos deputados e a transformação da Assembleia Constituinte em um departamento tido como Congresso Ordinário. Essa proposição teve forte oposição das bancadas paulistas, pernambucanas e baianas. Marques dos Reis era um dos vinte constituintes também contrários à mudança. A solução encontrada foi prorrogar os mandatos até a expedição dos diplomas dos deputados, que viriam a se eleger em outubro do mesmo ano.
A Constituição de 1934 foi promulgada em 16 de julho daquele ano pela Assembleia Constituinte, e em 17 de julho, elegeu Getúlio Vargas oficialmente Presidente da República, terminando por aqui as funções para as quais havia sido evocada. Com a intenção de seguir em novas atividades, Reis renunciou ao seu mandato na Assembleia Constituinte para assumir, no dia 25 de julho de 1934, o Ministério da Viação e Obras Públicas ou Ministério dos Transportes, onde ficou até 29 de novembro de 1937, no governo de Getúlio Vargas. Lá, prosseguiu com os já iniciados trabalhos de eletrificação da Estrada de Ferro Central do Brasil, além de modernizar o aeroporto do Rio de Janeiro e iniciar obras em portos de todo Brasil. Em dezembro de 1935, participou de uma reunião ministerial onde se discutiram as causas do movimento armado de inspiração comunista ocorrido no mês anterior e os meios de impedir sua repetição, pleiteando, em sua intervenção, rigorosa punição para os envolvidos. Abandonou o cargo no Ministério 19 dias após a decretação do Estado Novo (Terceira República Brasileira), que integrou a Era Vargas, no dia 29 de novembro de 1937. Saiu do campo político e assumiu a presidência do Banco do Brasil, acumulando os cargos de Superintendente da Caixa de Mobilização Bancária (Camob, 1943-1944) e da Caixa de Fiscalização e Mobilização Bancária (1944-1945), e ficou lá dentro até a queda de Getúlio Vargas, em 29 de outubro de 1945. 
Durante sua carreira profissional, passou ainda pelos cargos de diretor do Instituto Geográfico e Histórico da Bahia e presidente do Instituto dos Advogados da Bahia. Publicou discursos e trabalhos administrativos, entre eles 'Inquérito na rede' (1937).
Faleceu em Salvador no dia 15 de abril de 1950.